# Sangbong-dong, Jinju
Sangbong-dong (koreanska: 상봉동) är en stadsdel i staden Jinju i provinsen Södra Gyeongsang i den södra delen av Sydkorea, 280 km söder om huvudstaden Seoul.